# Ängsjordbagge
Ängsjordbagge (Heptaulacus villosus) är en skalbaggsart som först beskrevs av Leonard Gyllenhaal 1806.  Ängsjordbagge ingår i släktet Heptaulacus, och familjen bladhorningar. Enligt den svenska rödlistan är arten nära hotad i Sverige. Arten förekommer i Götaland, Gotland, Öland och Svealand. Artens livsmiljö är jordbrukslandskap.